# Blauwhuis (buurtschap)
Blauwhuis (Fries: Blauhûs, [blɔ.ṷ’hu:s]) is een buurtschap en veldnaam in de gemeente Achtkarspelen, in de Nederlandse provincie Friesland. De buurtschap ligt ten noorden van Boelenslaan en ten westen van Surhuisterveen rond de splitsing van de Blauwehuisterweg met de Boerlenswei.
Op deze plek heeft een statige woning gestaan die werd bewoond door de voorname familie Boelens. Dit huis zou blauwe dakpannen hebben gehad wat de naam van de buurtschap zou kunnen verklaren. De weg aan de westkant loopt naar de buurtschap Jachtveld, aan de rand van Harkema.
Dorpen: Augustinusga · Boelenslaan · Buitenpost · Drogeham · Gerkesklooster · Harkema · Kootstertille · Stroobos · Surhuisterveen · Surhuizum · Twijzel · Twijzelerheide

Buurtschappen: Barghiem · Blauwhuis · Blauwverlaat · Buweklooster · Buwetille · De Kooten · De Laatste Stuiver · Dijkhuizen · Egypte · Gerben Allesverlaat · Hamsterpein · Hamshorn · Hiltjemoeiswouden · Jachtveld · Kortwoude · Kuikhorne (deels) · Lutkepost · Monniketille · Ophuis · Opperkooten · Rohel · Roodeschuur · Surhuizumer Mieden · Uitland · Vierhuizen · Westerend · Wildpad (deels) · Wildveld

Friesland: Steden en dorpen      Nederland: Provincies · Gemeenten